# Valentina Zakoretskaya
Valentina Zakoretskaya (ukrainien : Закорецька Валентина Миколаївна), née le 30 avril 1947 à Louhansk et morte le 9 juillet 2010 à Dnipro est une parachutiste soviétique.

## Biographie
Elle a été championne du monde en 1970, 1972, 1976 ; championne d'URSS. en 1971, 1972, 1975 et aussi championne des forces armées. Elle a effectué onze mille sauts et est entrée dans la livre Guiness des records, elle est citoyenne d'honneur de la ville de Louhansk et décorée de l'ordre de la princesse Olga ukrainien.